# Parku i Madh
Il Parku i Madh (in italiano letteralmente Il Grande Parco), o il Parco del Lago Artificiale, è un parco pubblico di 289 ettari che si trova nella parte meridionale di Tirana, in Albania.
Il parco comprende un lago artificiale e molti altri punti di riferimento come la chiesa di San Procopio, il Palazzo presidenziale e monumenti a diverse personalità albanesi. Nonostante la realizzazione di numerosi edifici nei dintorni, il parco rimane uno dei luoghi più rilassanti della città, dove una corsa o una passeggiata è una routine quotidiana per molti cittadini.  All'estremità meridionale del parco, c'è lo Zoo di Tirana e il Giardino botanico, che include molti fiori e piante tipici dell'ambiente albanese.
Ci sono quasi 120 specie di alberi, cespugli e fiori. L'area del giardino botanico è di 14,5 ettari e la dimensione del lago è di 55 ettari, mentre l'area del parco stesso è di 230 ettari.
Il parco fu costruito tra il 1955 e il 1956. Il parco inizia all'estremità meridionale del Boulevard Dëshmorët e Kombit, dopo l'Università di Tirana, a sud della principale piazza Scanderbeg. In precedenza era chiamato Parco di San Procopio (in albanese: Parku i Shën Prokopit) dalla chiesa di San Procopio, che si trova nella zona. Nelle parti interne si trovano i memoriali di 45 soldati britannici e australiani caduti durante la seconda guerra mondiale, nonché un memoriale di centinaia di soldati tedeschi della stessa guerra.

Panorama del Parco del Lago Artificiale di Tirana e della Città

## Galleria d'immagini

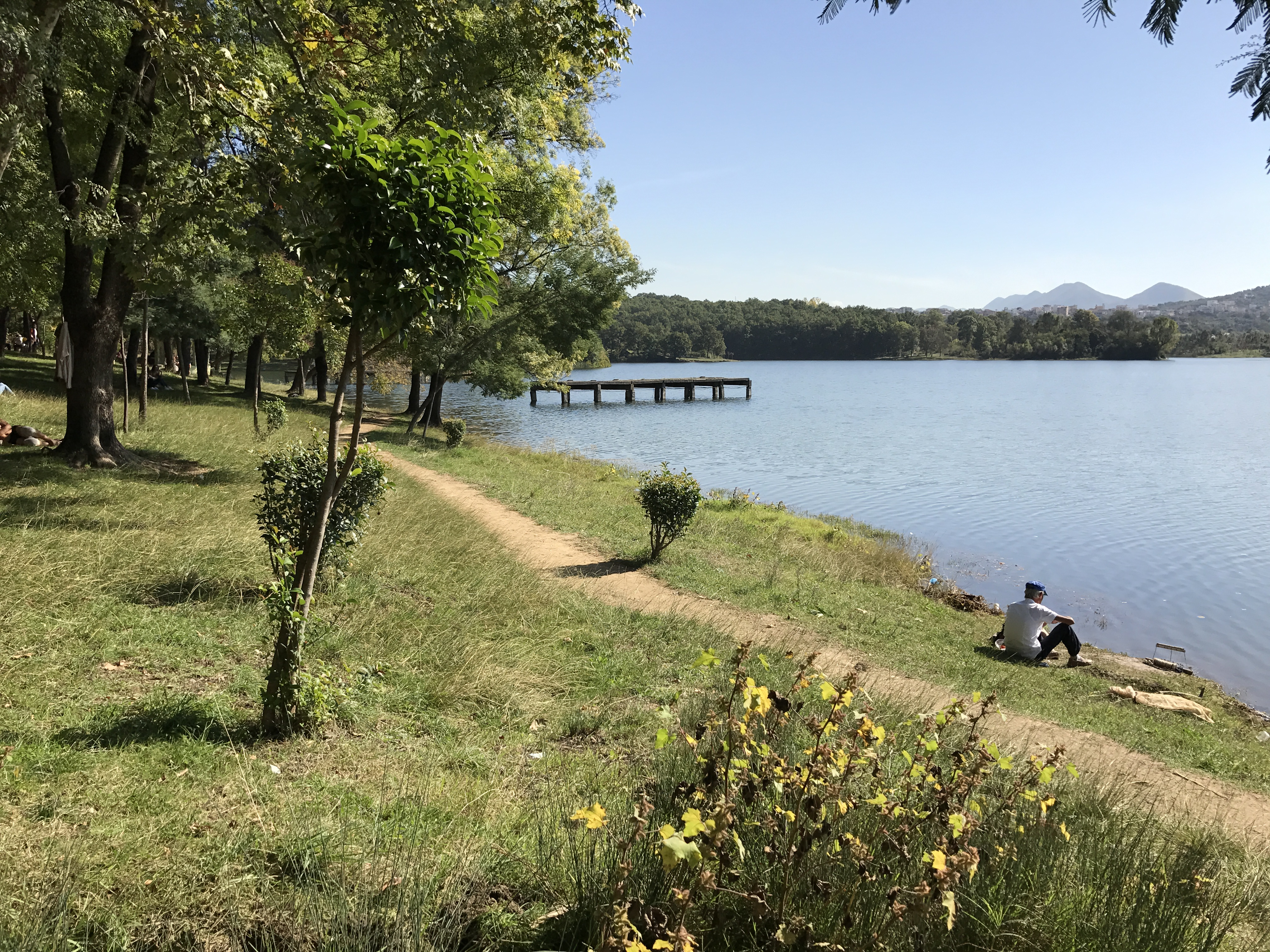
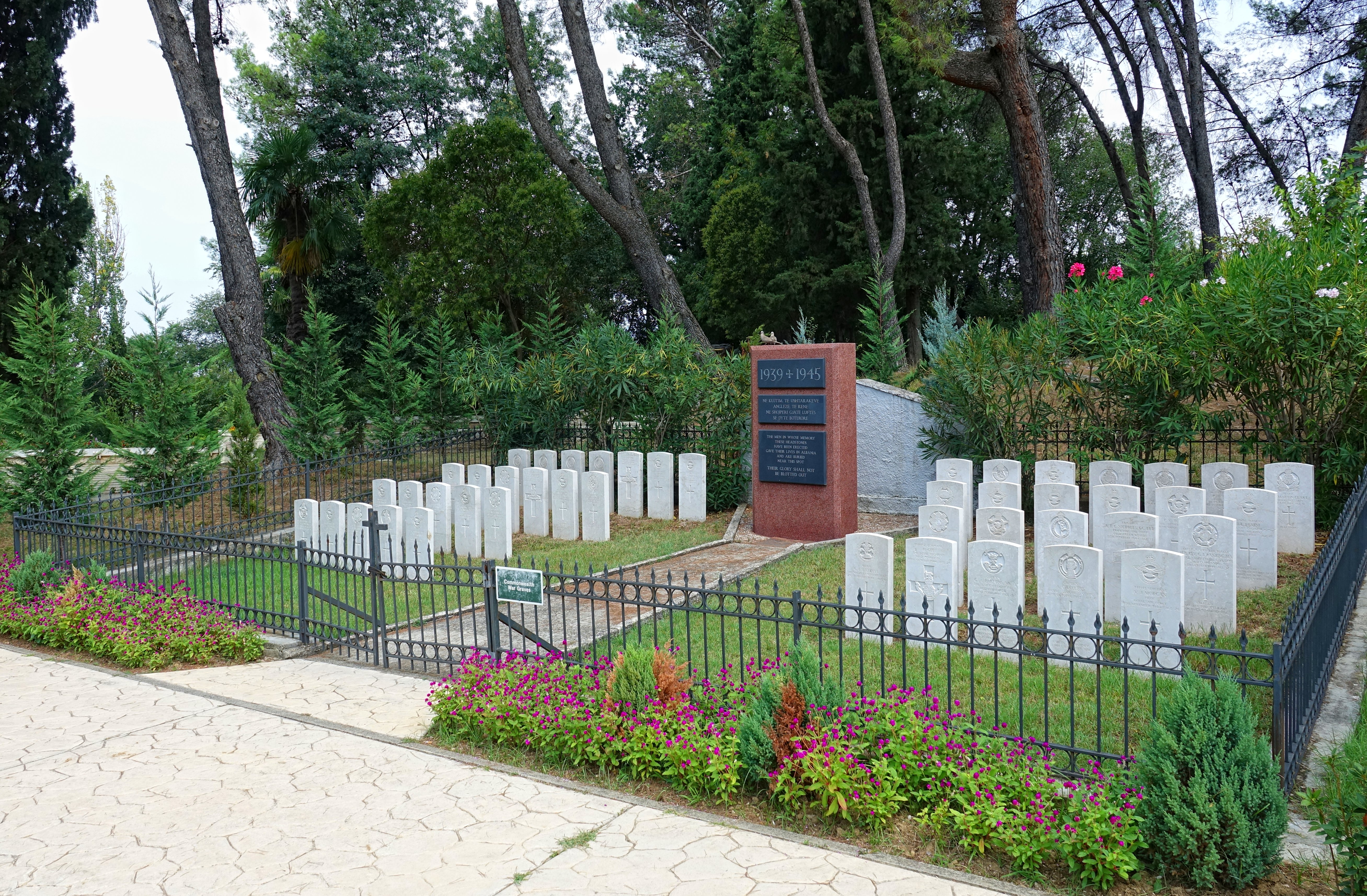
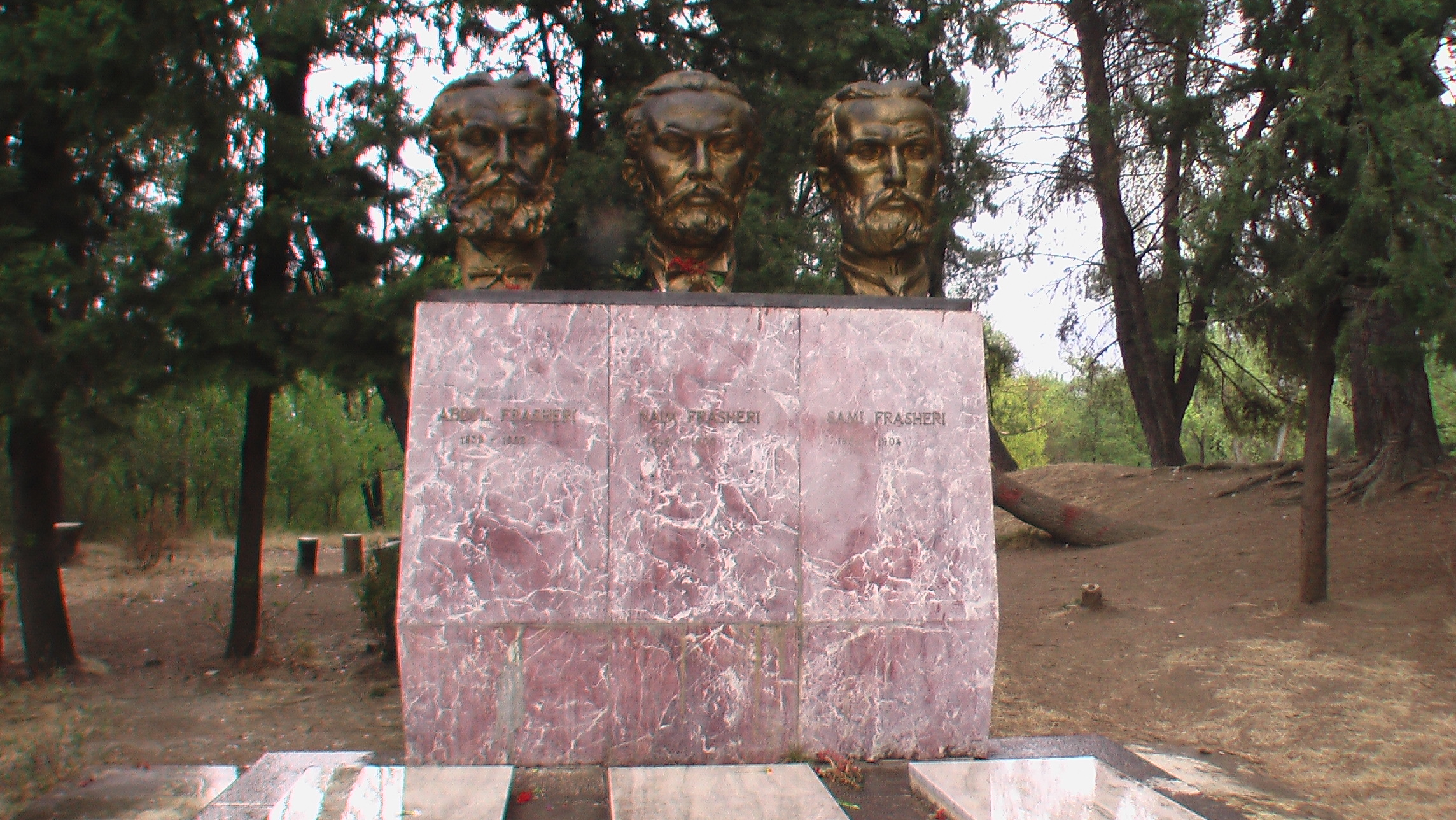
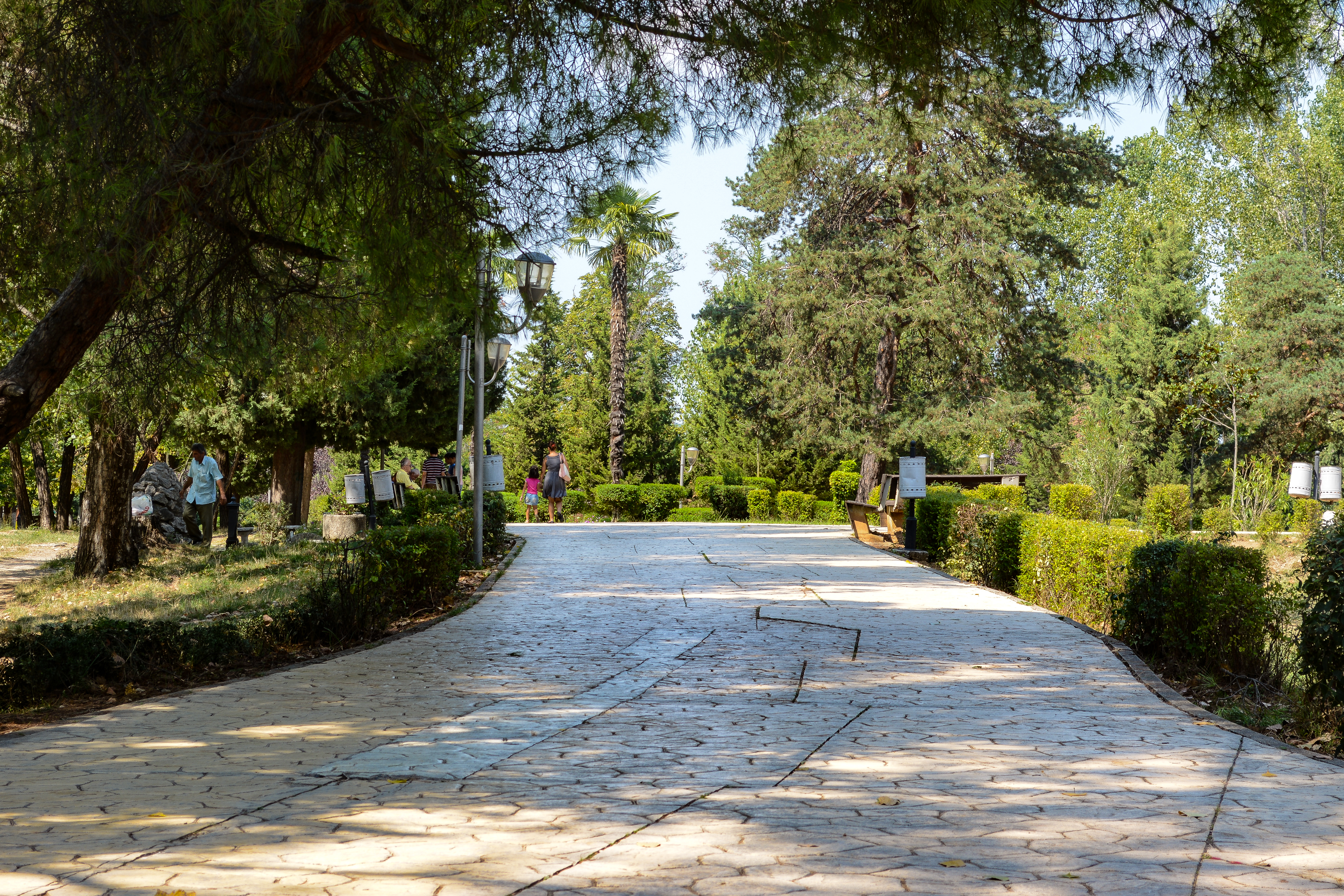
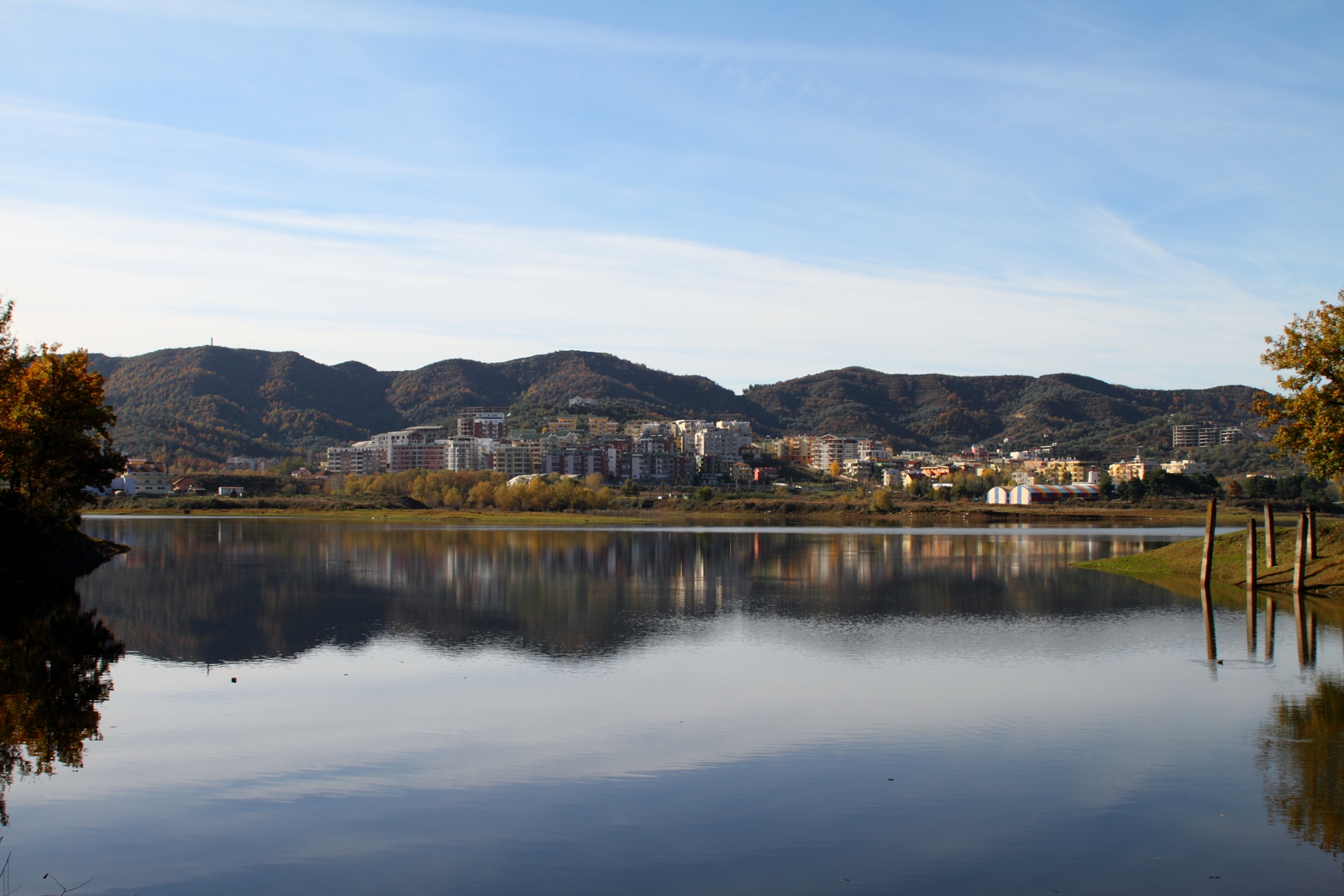
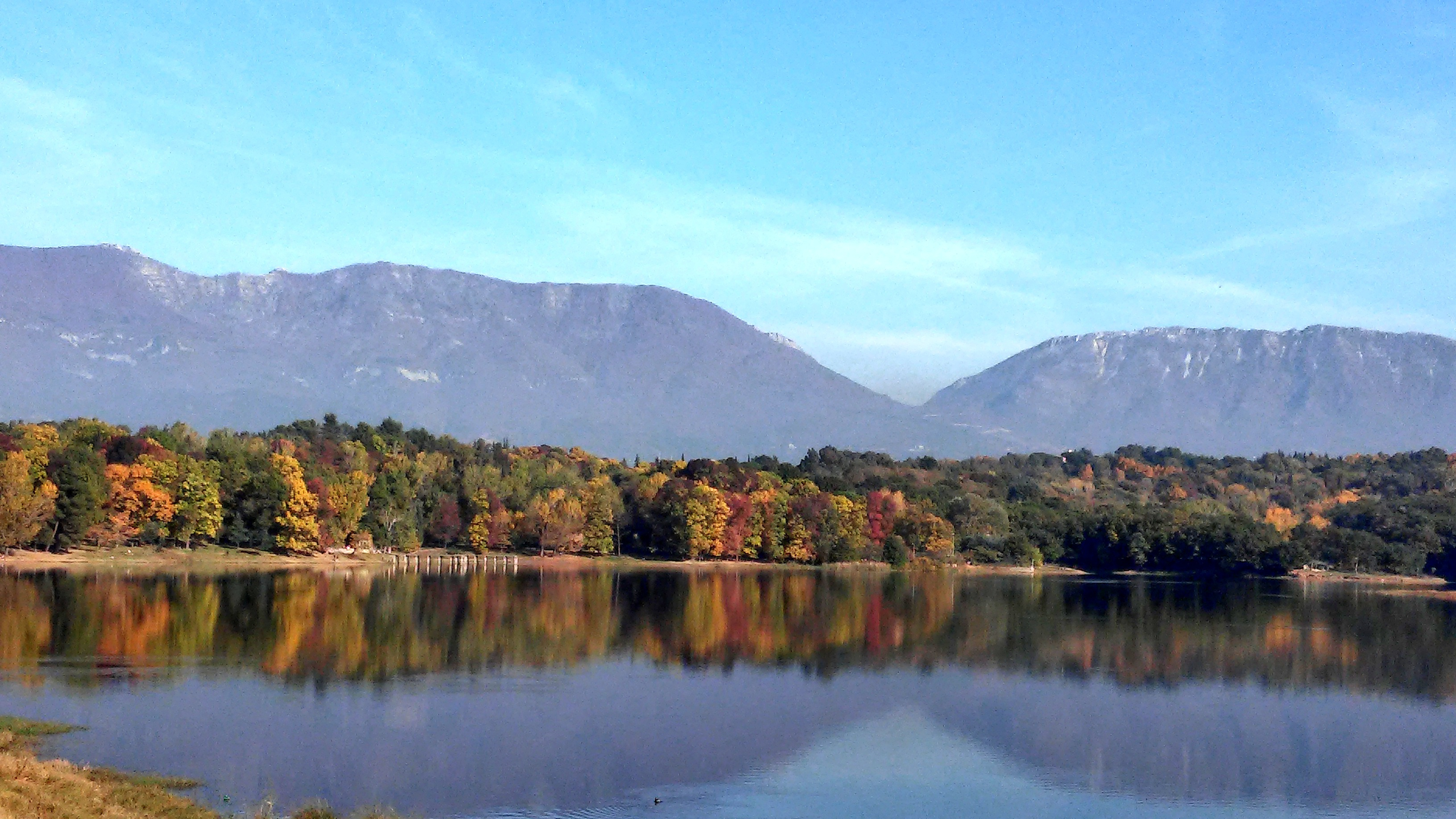
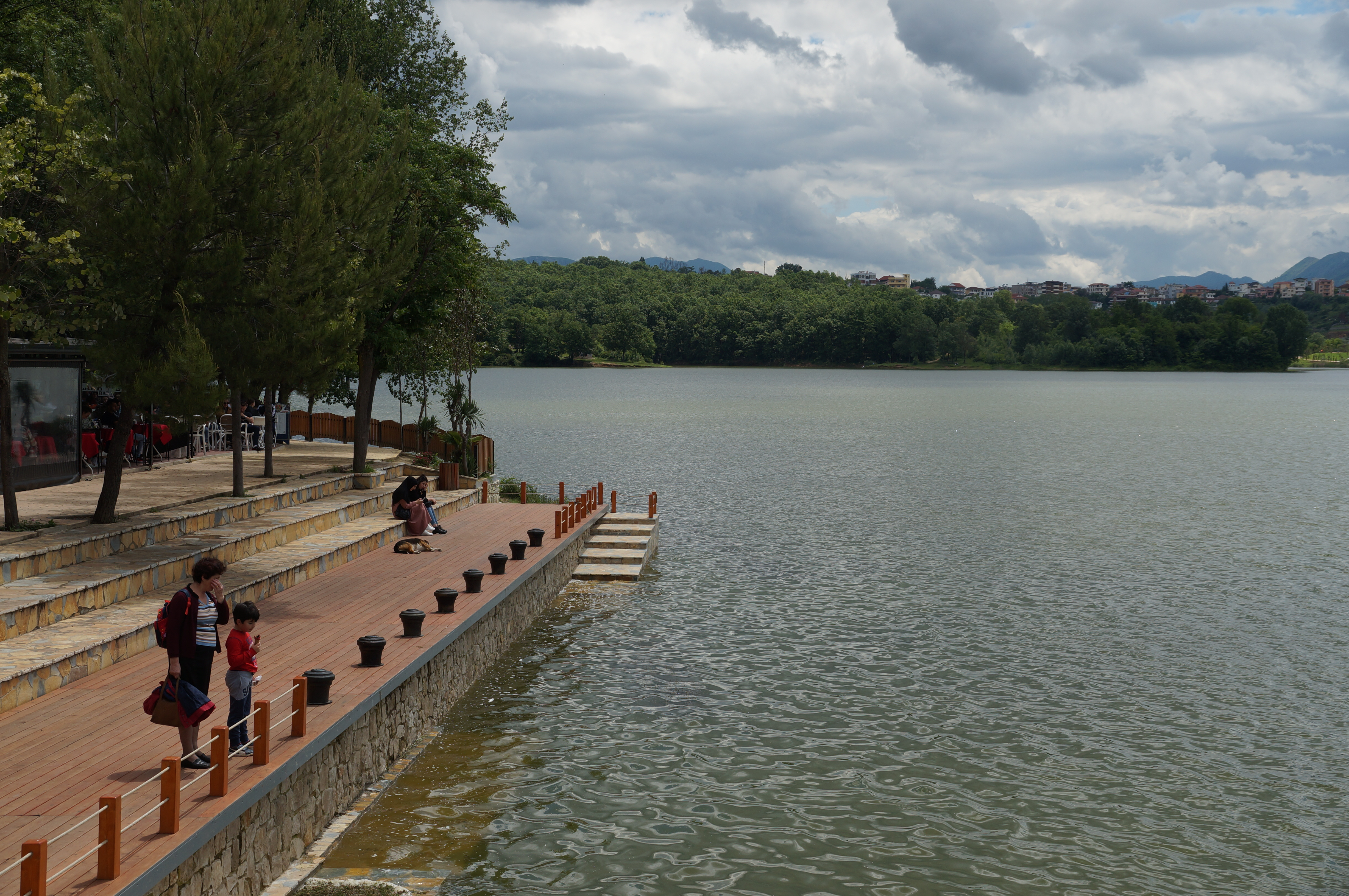
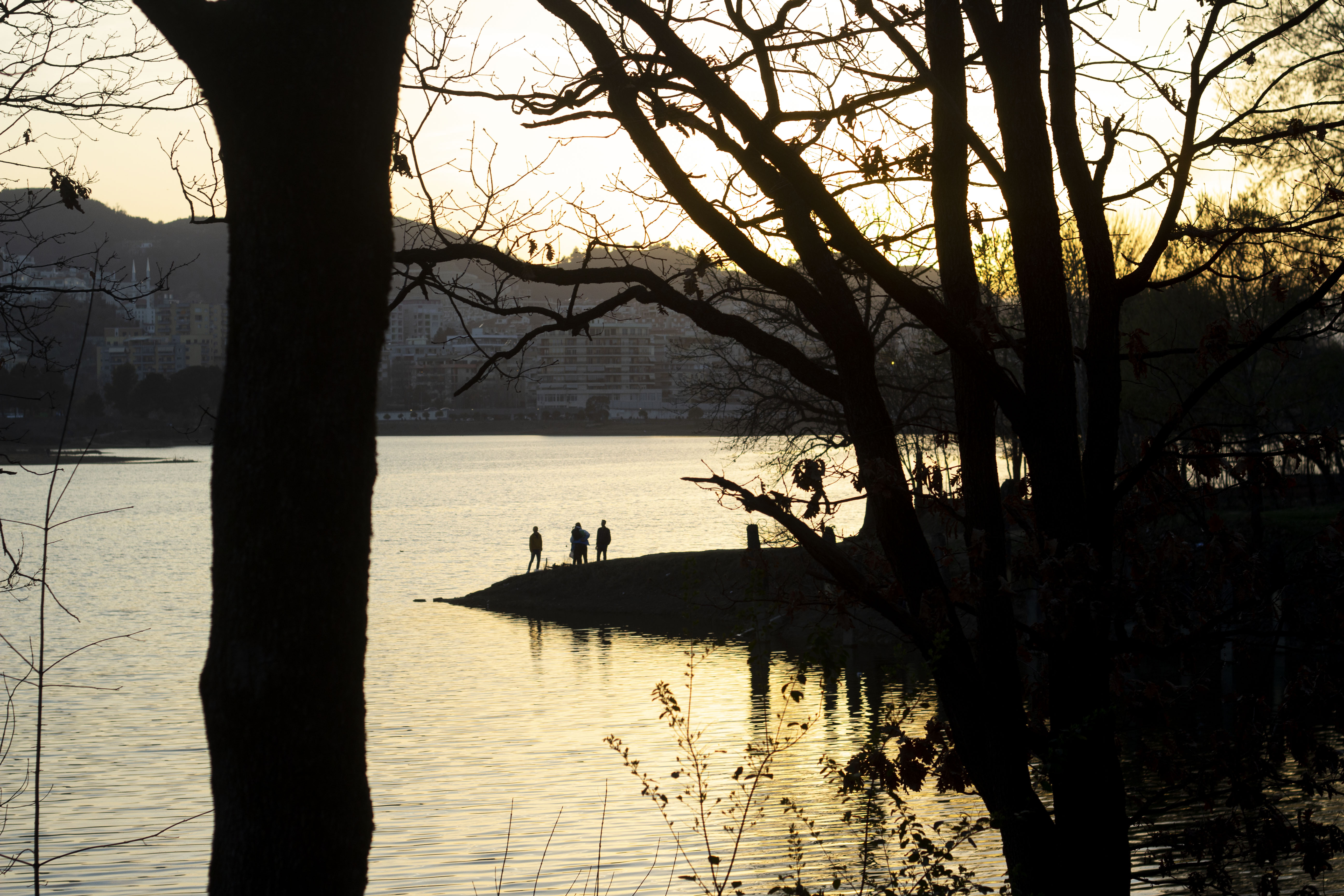
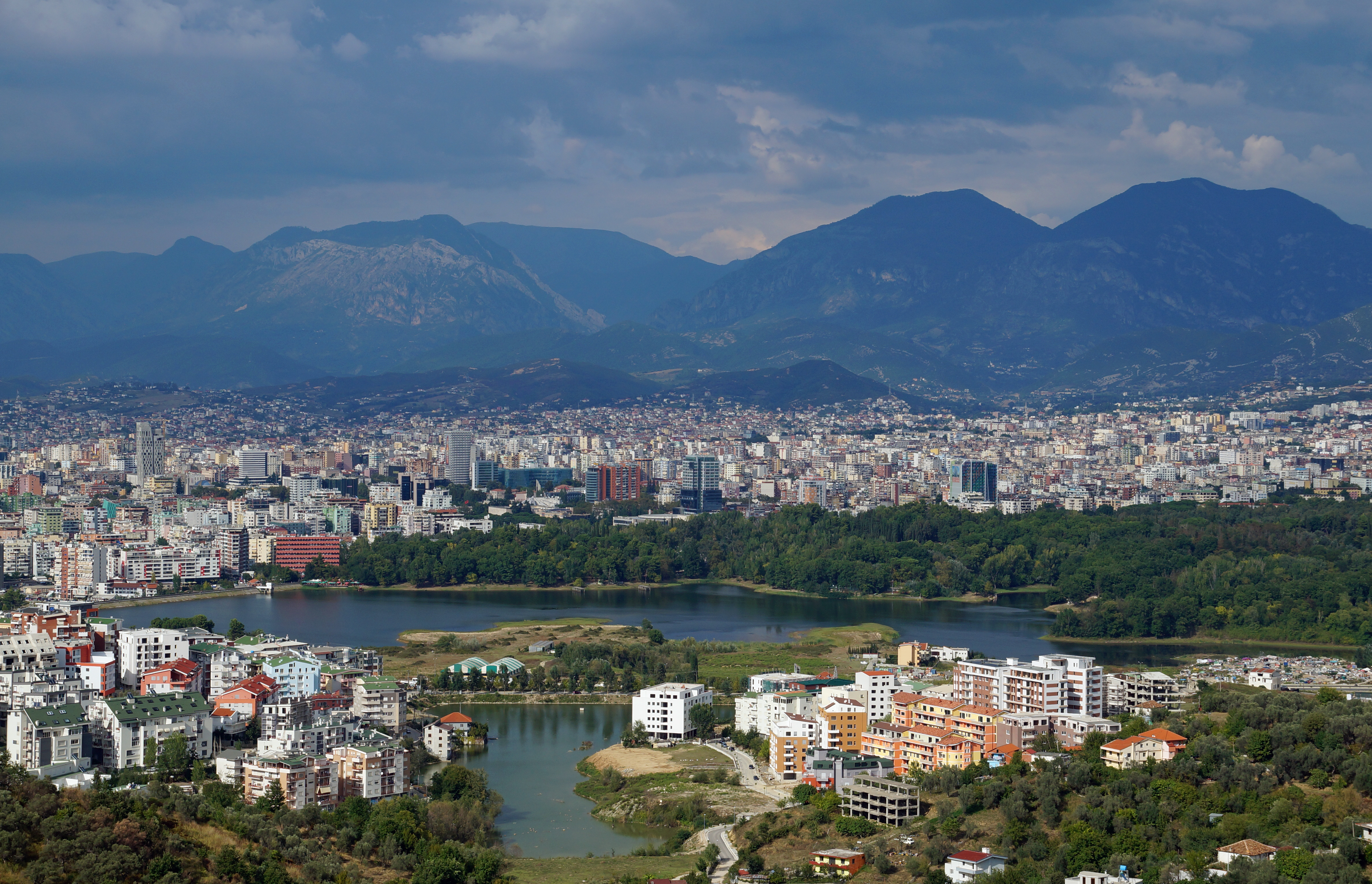
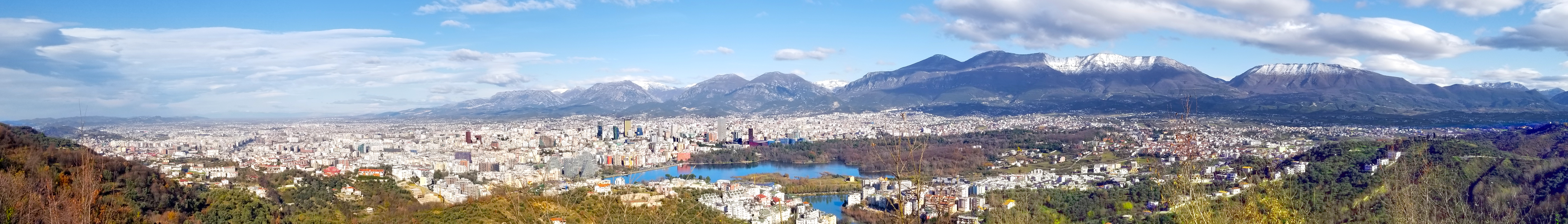